# Sabirabad
Sabirabad ( azeri: Sabirabad) é um dos 59 rayons em que se subdivide politicamente a República do Azerbaijão. A cidade capital é a cidade de Sabirabad.

## Território e População
Este rayon tem 1.469,35 quilômetros quadrados, e 174.813 habitantes. com uma densidade populacional de 119 hab./km2.

## Economia
Na região, em particular se destaca a produção de algodão e as frutas, também o gado e as fincas. Além disso, há alguns estabelecimentos industriais que se dedicam ao processamento dos produtos agrícolas.